# كلوديا كالديرون
كلوديا كالديرون (بالإسبانية: Claudia Calderón Sáenz)‏ هي ملحنة وعازفة بيانو فنزويلية، ولدت في 1959 في بالميرا، فالي ديل كاوكا ‏ في كولومبيا.